# All Glory, Laud and Honour

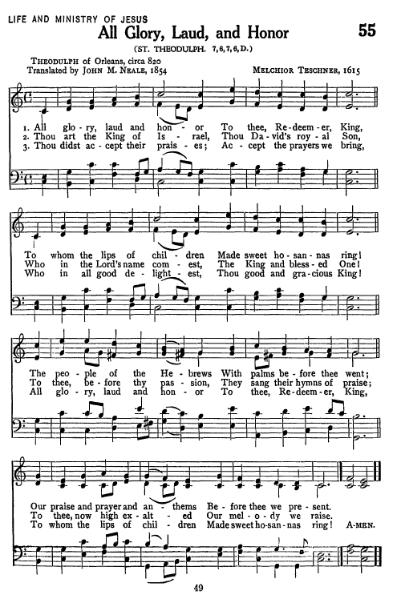
Partitura del himno.

All Glory, Laud and Honor es una traducción al inglés, realizada por el clérigo anglicano John Mason Neale, del himno en latín "Gloria, laus et honor", escrito por Teodulfo de Orleans en 820. Es un himno del Domingo de Ramos, basado en Mateo 21: 1-11 y la ocasión de la entrada triunfal de Cristo en Jerusalén.

## Historia
Teodulfo se convirtió en obispo de Orleans durante el reinado de Carlomagno. Cuando este murió y Luis el Piadoso se convirtió en emperador del Sacro Imperio Romano Germánico, Teodulfo fue destituido del obispado y puesto bajo arresto domiciliario en un monasterio de Angers durante la lucha por el poder que siguió a la ascensión de Luis, principalmente debido a su oposición a los iconos y a la sospecha de que apoyó a un rival italiano al trono. Durante su arresto, escribió "Gloria, laus et honor" para el Domingo de Ramos. Aunque probablemente un dato apócrifo, una historia del siglo XVI afirmaba que Luis escuchó a Teodulfo cantar "Gloria, laus et honor" un Domingo de Ramos, y estaba tan inspirado que lo liberó y ordenó que el himno se cantara a partir de entonces cada Domingo de Ramos.
William Herebert realizó una traducción al inglés medio: "Wele, herying and worshipe be to Christ that dere ous boughte, / To wham gradden 'Osanna' children clene of thinkte".
En 1851, John Mason Neale lo tradujo del latín al inglés para ser publicado en sus Himnos y secuencias medievales. Revisó su traducción en 1854 y nuevamente en 1861 cuando se publicó en la primera edición de Himnos antiguos y modernos.
Originalmente compuesto por treinta y nueve versos, solo se cantaron las primeras doce líneas desde un manuscrito publicado del siglo IX atribuido a San Galo hasta la traducción de Neale. Los católicos utilizan las palabras latinas originales junto con la traducción al inglés.

## Melodía
La melodía comúnmente utilizada, titulada "St. Theodulf", originalmente Valet will ich dir geben, fue compuesta en 1603 por Melchior Teschner. La siguiente armonización es de Johann Sebastian Bach, como aparece en el The New English Hymnal.

## En la cultura popular
En 1967, el himno fue versionado por el cantante británico Sir Cliff Richard en su álbum Good News.